# Alonopsis aureola
Alonopsis aureola är en kräftdjursart som beskrevs av Doolittle 1912. Alonopsis aureola ingår i släktet Alonopsis och familjen Chydoridae. Inga underarter finns listade i Catalogue of Life.